# Omega (Wolverhampton)
Omega is historisch merk van motorfietsen.
De bedrijfsnaam was Omega Motor Cycle Co., Wolverhampton.
In het enige jaar van het bestaan van dit merk (1909) werden motorfietsen gebouwd die geconstrueerd waren door A.J. Dorsett, later mede eigenaar van Diamond en Orbit. Het merk was eigendom van S. Dawson en R.S. Roberts. De Omega was in feite een gewone fiets met een 1½ pk hulpmotor, maar was wel zeer modern geconstrueerd. De framebuizen kwamen bij elkaar in het motorcarter van de liggende 217 cc eencilinder en er waren twee kettingen naar het achterwiel: een van de trappers en een van de motor. Beide kettingen waren afgeschermd door een kettingkast. Er was een dames- en een herenmodel, maar de gemotoriseerde fietsen van Omega werden nooit populair.